# Дьюла Кірай
Дьюла Кірай (угор. Király Gyula, 28 жовтня 1908 — ?) — угорський футболіст, що грав на позиціях півзахисника і захисника.
Виступав у складі клубу БСКРТ, з яким у 1934 році став фіналістом Кубка Угорщини. У зв'язку з участю збірної Угорщини у чемпіонаті світу, в тому розіграші провідні команди країни грали аматорськими складами. Завдяки цьому до фіналу дістались клуби з нижчих дивізіонів: «Шорошкар» і БСКРТ. У трьохматчевій дуелі переміг «Шорошкар» (2:2, 1:1, 2:0) У першому з цих матчів Кірай відзначився забитим голом, а в третьому – вилученням. 
У складі аматорської збірної Угорщини учасник Олімпійських ігор 1936 року, де представляв клуб БСКРТ. Угорці в першому ж раунді поступились з рахунком 0:3 збірній Польщі, у складі якої грали основні гравці збірної.
Пізніше виступав у складі клубу «Немзеті». 

## Досягнення
- Фіналіст Кубка Угорщини: 1934